# Boris Kupeckov
Boris Aleksandrovič Kupeckov (in russo Борис Александрович Купецков?; Leningrado, 18 agosto 1976) è un ex giocatore di calcio a 5 russo.

## Carriera
Come massimo riconoscimento in carriera vanta la partecipazione al FIFA Futsal World Championship 2000 concluso dalla nazionale russa al quarto posto, battuta nella finalina dal Portogallo.